# آنتون آرنسکی
آنتون استپانویچ آرنسکی (به روسی: Антон Степанович Аренский) آهنگساز روس در ۱۲ ژوئن ۱۸۶۱ در نووگورود به دنیا آمد و در ۲۵ فوریه ۱۹۰۶ در Perkjärvi، دوک‌نشین بزرگ فنلاند در گذشت و در گورستان تیخوین به خاک سپرده شد.

## برخی از آثار
- اپرای رؤیایی روی ولگا
- کنسرتو ویلن
- کنسرتو پیانو
- باله شبهای مصر
- چهارنوازی برای سازهای زهی
- سه نوازی برای پیانو، ویلن و ویلنسل

## شنیدن آثار
- youtube